# Herbert Bamlett
Herbert Sydney Bamlett (Gateshead, 1º marzo 1882 – Manchester, 18 ottobre 1941) è stato un arbitro di calcio e allenatore di calcio inglese.

## Carriera

### Arbitro
Nel 1909 Bamlett arbitrò il quarto turno della FA Cup disputato tra Manchester United e Burnley, ma decise di sospendere la gara a soli diciotto minuti dal termine a causa di una fortissima nevicata che si era imbattuta sul Turf Moor. Lo United infine riuscì a vincere la gara riorganizzata dopo la sospensione per 3-2, vincendo il titolo di FA Cup per la prima volta nella sua storia. Ha anche arbitrato la gara fra Scozia e Inghilterra del 1914. Alla fine di quella stagione, all'età di 32 anni, Bamlett fu chiamato ad arbitrare la finale di FA Cup del 1914 tra Liverpool e Burnley.

### Allenatore
Nello stesso anno, Bamlett diviene il nuovo allenatore dell'Oldham Athletic, dove rimase per ben sette anni prima di trasferirsi al Wigan Borough (1921-1923) e al Middlesbrough (1923-1926). Dopo essersi preso una pausa dal campo, fu nominato nuovo tecnico del Manchester United nell'aprile 1927. Rimase sulla panchina dei Red Devils fino al 1931, quando il suo contratto non fu rinnovato a causa della retrocessione del club: il club si ritrovò con una striscia negativa di ben dodici sconfitte consecutive per poi andare in bancarotta a causa della morte del proprietario John Henry Davies.

## Statistiche da allenatore
| Squadra           | Nazione                | Da          | A            | Partite  | Partite  | Partite | Partite   | Partite       |
| Squadra           | Nazione                | Da          | A            | Panchine | Vittorie | Pareggi | Sconfitte | % di vittorie |
| ----------------- | ---------------------- | ----------- | ------------ | -------- | -------- | ------- | --------- | ------------- |
| Oldham Athletic   | Inghilterra (bandiera) | Giugno 1914 | Maggio 1921  | 127      | 44       | 48      | 35        | 34.65         |
| Wigan Borough     | Inghilterra (bandiera) | 1921        | 1923         |          |          |         |           |               |
| Middlesbrough     | Inghilterra (bandiera) | Agosto 1923 | Gennaio 1926 | 109      | 30       | 52      | 27        | 27.52         |
| Manchester United | Inghilterra (bandiera) | Aprile 1927 | Aprile 1931  | 182      | 57       | 82      | 43        | 31.32         |